# ウチナータイム
ウチナータイム（沖縄タイム、沖縄時間）は、日本の南西端沖縄県に存在する、日本本土とは異なる独特の時間感覚。または、沖縄において集会・行事などが予定時刻より遅れて始まること。

## 概要
沖縄県においては、本土または内地と呼ばれる他46都道府県とは異なる独特の時間感覚が存在する。これをウチナータイム、または沖縄タイムと呼ぶ（ウチナーとは琉球語で沖縄のこと）。南国であるためかその時間はゆっくり流れ、県民性は「テーゲー」（適当、いい加減）と称され、または「なんくるないさー」（なんとかなるさ）、細かいことや過ぎたことは気にしないとされる。
一方、沖縄県では鉄道がほとんど旅客輸送で用いられず（参照：沖縄県の鉄道）、定時移動が困難な道路へ圧倒的に依存しなければならないという、内地との大きな違いが存在する。そもそも沖縄県内では日本国有鉄道やその民営化企業であるJRグループ各社による路線建設が全く行われず、さらに1914年から沖縄本島中南部で運行されていた沖縄県営鉄道は第二次世界大戦に伴い行われた1945年4月からの沖縄戦で完全に破壊され消滅した。沖縄戦によるアメリカ軍の勝利と同年の大日本帝国降伏によりに沖縄ではアメリカ合衆国による統治（アメリカ世）が始まったが、戦前で既にモータリゼーションが完了していたアメリカ合衆国では鉄道旅客輸送が衰退期にあり、占領直後からの米国軍政府や1950年に転換した米国民政府は軍用道路整備に重点を置いた。1947年には住民による諮問機関の沖縄民政府が米国軍政府に鉄道復旧を陳情したものの採用されず、1952年発足の琉球政府も鉄道建設は見送った。この結果、後の国道58号となる軍道1号線などは整備されたが、住民生活に不可欠な民生用道路の整備は遅れた。その狭い道路を利用して過密な住宅地に張り巡らされた沖縄本島のバス路線網が島内の公共交通輸送をすべて担い、一方で旅客鉄道は存在しない状態で1972年の本土復帰（沖縄返還）を迎えた。復帰後の1973年に行われた国会審議においても、沖縄県から選出された衆議院議員の國場幸昌から、那覇空港から那覇の街まで40分もかかる、バスやタクシーを使うより歩いたほうが早い、1975年開催の沖縄国際海洋博覧会に向けては国際通りで渋滞するバスでどう観客輸送をするかが課題などの指摘がなされた。施政権を回復した日本政府も新たに発足した沖縄県も県内、特に人口の過半が集中する那覇都市圏での渋滞の酷さは認識しており、復帰と同時に発足した沖縄開発庁（2001年からは内閣府の沖縄振興局）などを通じて沖縄振興特別措置法による各施策を取る中、1975年に部分開通した沖縄自動車道は1988年に那覇インターチェンジまで全面開通して島内広域輸送の中核となったが、自動車1台当たりの一般道の距離は全国平均の約半分にとどまるほか、沖縄最大の繁華街として1日2000台のバス通行がある国際通りは約1.6kｍ（「奇跡の1マイル」）の全区間が2022年現在でも上下各1車線（計2車線）のままといったように、市街地での道路整備は難航した。これに対し、2003年8月に開通した沖縄都市モノレール線（ゆいレール）は開業前の懸念を払拭して順調に利用客を増加させ、那覇空港駅から那覇バスターミナルに隣接する旭橋駅や国際通りへの入り口になる県庁前駅まで12分程度で定時運行される、沖縄では貴重な「正確な時間で移動できる交通機関」として県民や観光客に認識されたが、2019年の延伸区間を含めても那覇空港駅からてだこ浦西駅までの1路線17.0kmしかなく、那覇都市圏の交通需要に対しては不十分で、同線開業時のパンフレットで書かれた「ウチナータイムにおさらば」は十分には達成されなかった。また、名護市と那覇市を約1時間で結び沖縄本島の南北軸となる沖縄鉄軌道の建設については2010年代から具体的な検討が始まったが、広大なアメリカ軍用地の返還と再開発に伴う議論や、完全に独立した新規路線を建設する際の採算性確保などが課題となり、着工には至っていない。一方、那覇都市圏では人口増加に伴う乗用車の増加が続き、渋滞はさらに悪化しているという各種資料が公開されている。
このように、元々のおおらかな県民性に加え、そもそも分単位で定めても集合時間の履行が困難という交通事情が相まって、飲み会や私的な集まりにおいて約束の時間に間に合わせるといった意識、あるいは間に合わないことは悪いことであるという概念は、希薄もしくは存在しないと言われるほどであり、30分や1時間の遅刻はザラであるという。その他各種集会などについてもそのような傾向があり、主催者側も心得たもので特に慌てることもなく、そもそも開始時間にサバを読んでおく場合もある。そもそも定刻に到着してもどうせまだ誰も来ていないのだから遅れても仕方ないといった次第であり、待つ側に怒りや苛立ちはなく、待たせる側にも罪悪感はない。逆に遅刻くらいで文句を言う人間は口うるさいなどとして嫌われる場合もある。
沖縄に造詣の深い紀行作家カベルナリア吉田は、「うちな〜んちゅ行動の最大の特徴が、時間にルーズ」であるとし、2006年（平成18年）に至っても沖縄人は「今日やらなきゃいけない事も平然と明日に延ばす」「遅れるより急ぐ方が罪だ」といった人々であり、「神様のお告げで、出掛けるの遅れたねー」などと言い訳をするという（カベルナリア吉田「うちな〜んちゅ行動の謎」（『入門 大人の沖縄ドリル』）より）。
その他にも文献では、沖縄のにわか雨は「スコール」とも言えるもので、急に降りだし短時間で止むということもあり、雨傘などは持ち歩かずに、にわか雨に対しては雨宿りで対応する、などと言った事例も紹介されている。
『沖縄コンパクト辞典』によれば、夜が長く、鉄道なども無い風土によって培われてきた概念とされ、その遅れ方にも地域差があると言われる。また、夜型社会でもあり、飲酒を好む県民性や車社会であるといった面も原因として考えられるようである。
本土復帰前である1964年（昭和39年）に制定された那覇市民憲章には「時間をまもりましょう」が盛り込まれていたほどであった。
文化によって時間感覚が異なることについて、アメリカの文化人類学者、エドワード・T・ホールは、ポリクロニック (polychronic) とモノクロニック (monochronic) という概念を用いて説明を試みている。
沖縄タイムには使い分けがあることは他都道府県の人には理解されていない。飲み会や結婚式などのハッピーな会合の場合は時間に間に合わせる必要はないが、葬式や仕事などのアンハッピーな出来事は時間を守る必要がある。楽しいことは時間を守るという拘束からも解き放たれるべきであるという考え方が根本にある。

## 沖縄県以外での「ご当地時間」
「ウチナータイム（沖縄時間）」と同様の傾向は九州一円でも見られる。福岡県では「博多時間」、宮崎県では「日向時間」、鹿児島県では「薩摩時間」、奄美群島では「島時間」と呼ばれ、これらをまとめて「ご当地時間」とも呼ばれる。ただし、「博多時間」には本来、他家を訪ねる際にぎりぎりまで準備している相手に迷惑をかけないように少し遅れていくのが礼儀だという意味があるという。
また、九州以外でも同様の事象があり、宮城県では「仙台時間」と呼ばれている。